# Campoplex major
Campoplex major là một loài tò vò trong họ Ichneumonidae.